# Isonychus minutus
Isonychus minutus är en skalbaggsart som beskrevs av Fabricius 1801. Isonychus minutus ingår i släktet Isonychus och familjen Melolonthidae. Inga underarter finns listade i Catalogue of Life.